# Oonagh
Senta-Sofia Delliponti, artistnamn Oonagh, född 16 april 1990 i Wolfsburg, är en tysk sångerska. Hon fick sitt genombrott i Star Search, en talangjakt på TV. Hon släppte en julskiva med TV Allstars 2003. 
Oonagh sjöng ledmotivet till Big Brother i Tyskland 2007. 2013 var hon gästsångare på folkmusikgruppen Santiano musikalbum Mit den Gezeiten. 2015 var hon gästsångare på Celtic Woman musikalbum Celtic Woman: Destiny.

## Turnéer
- Oonagh Tour 2015 (2015)

## Diskografi
- 2014 – Oonagh
- 2015 – Aeria
- 2016 – Märchen enden gut
- 2019 – Eine neue Zeit

## Bilder

Senta-Sofia Delliponti alias Oonagh
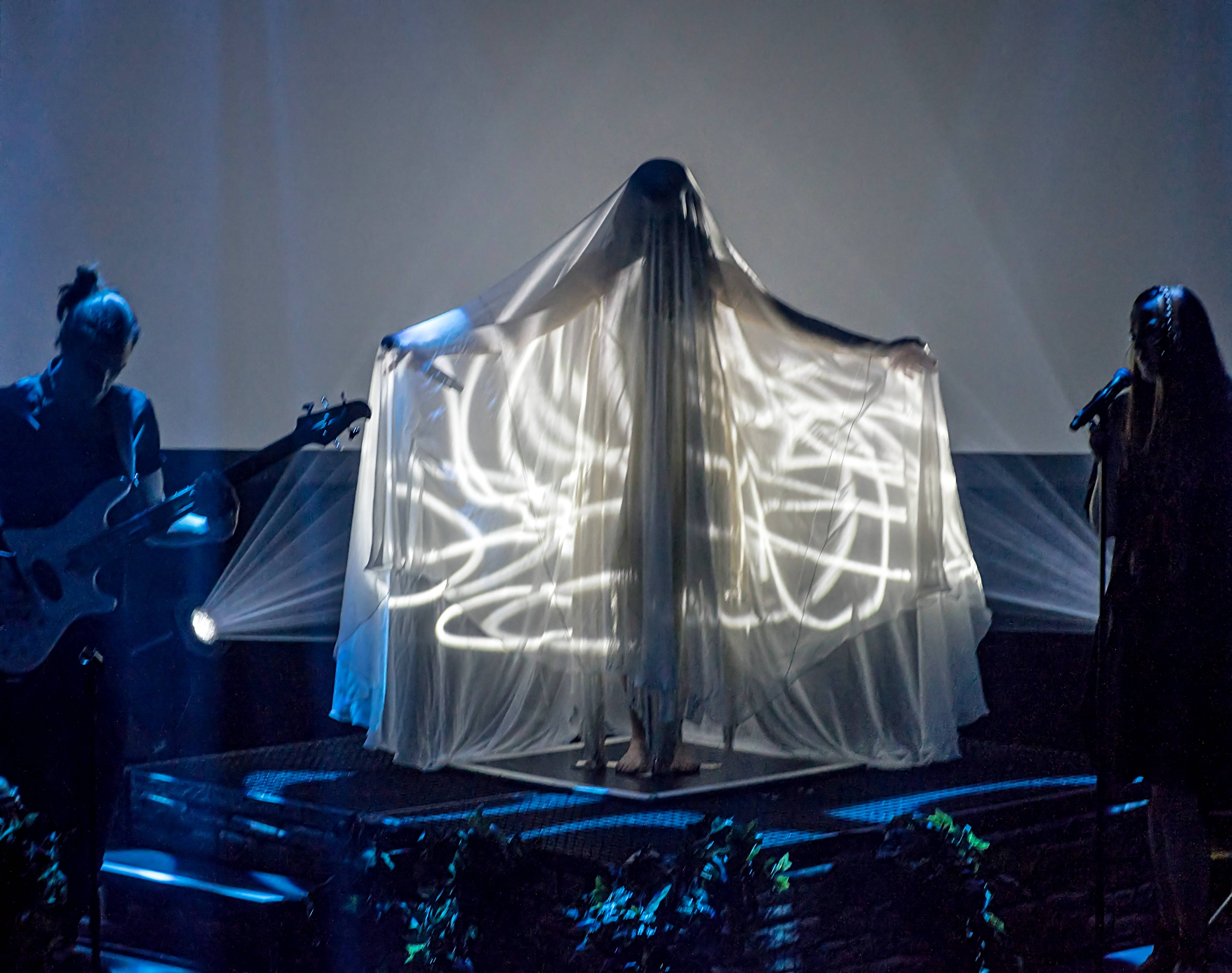
Från Oonagh Tour 2015 Freiburg.
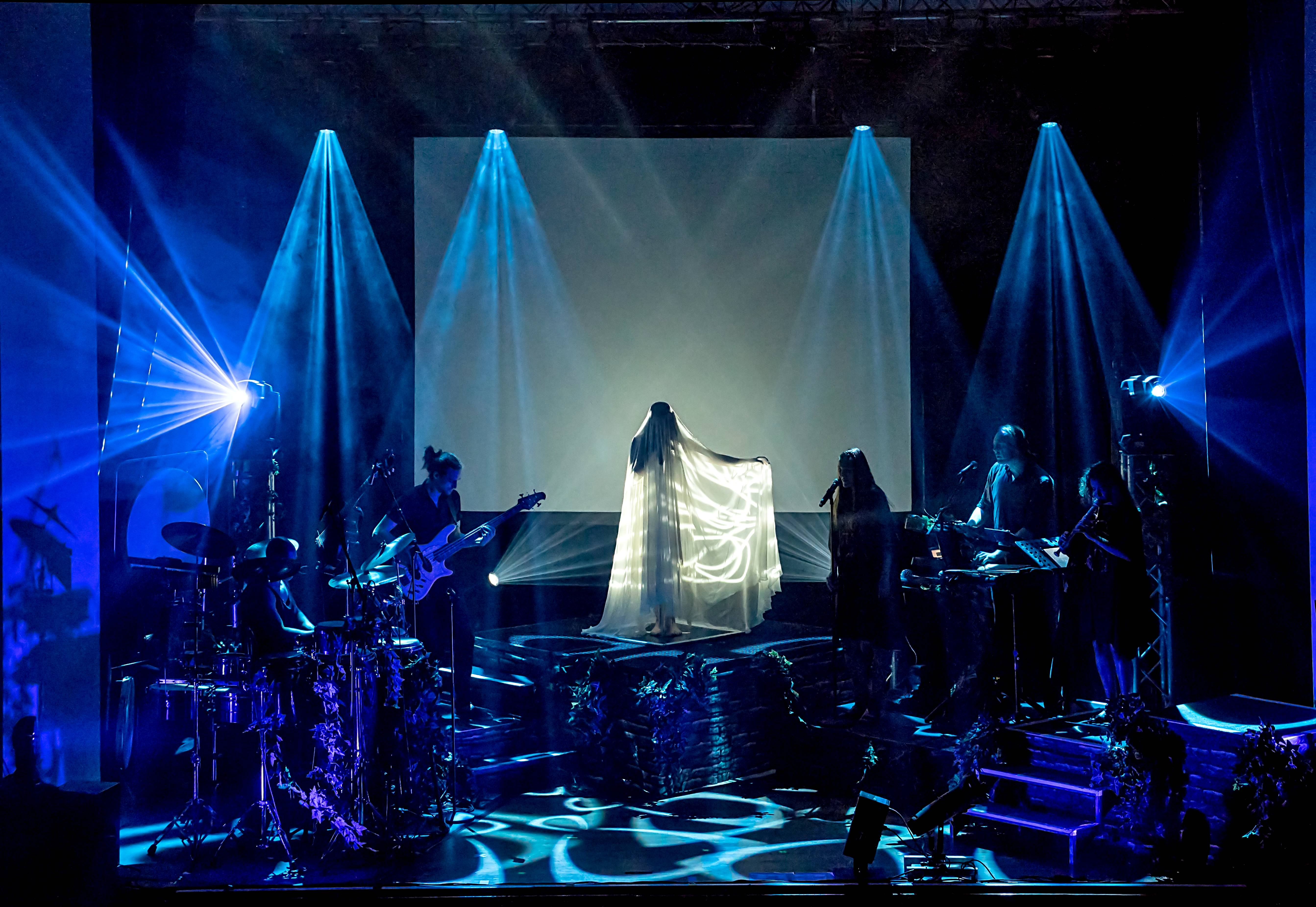
Från Oonagh Tour 2015 Freiburg.
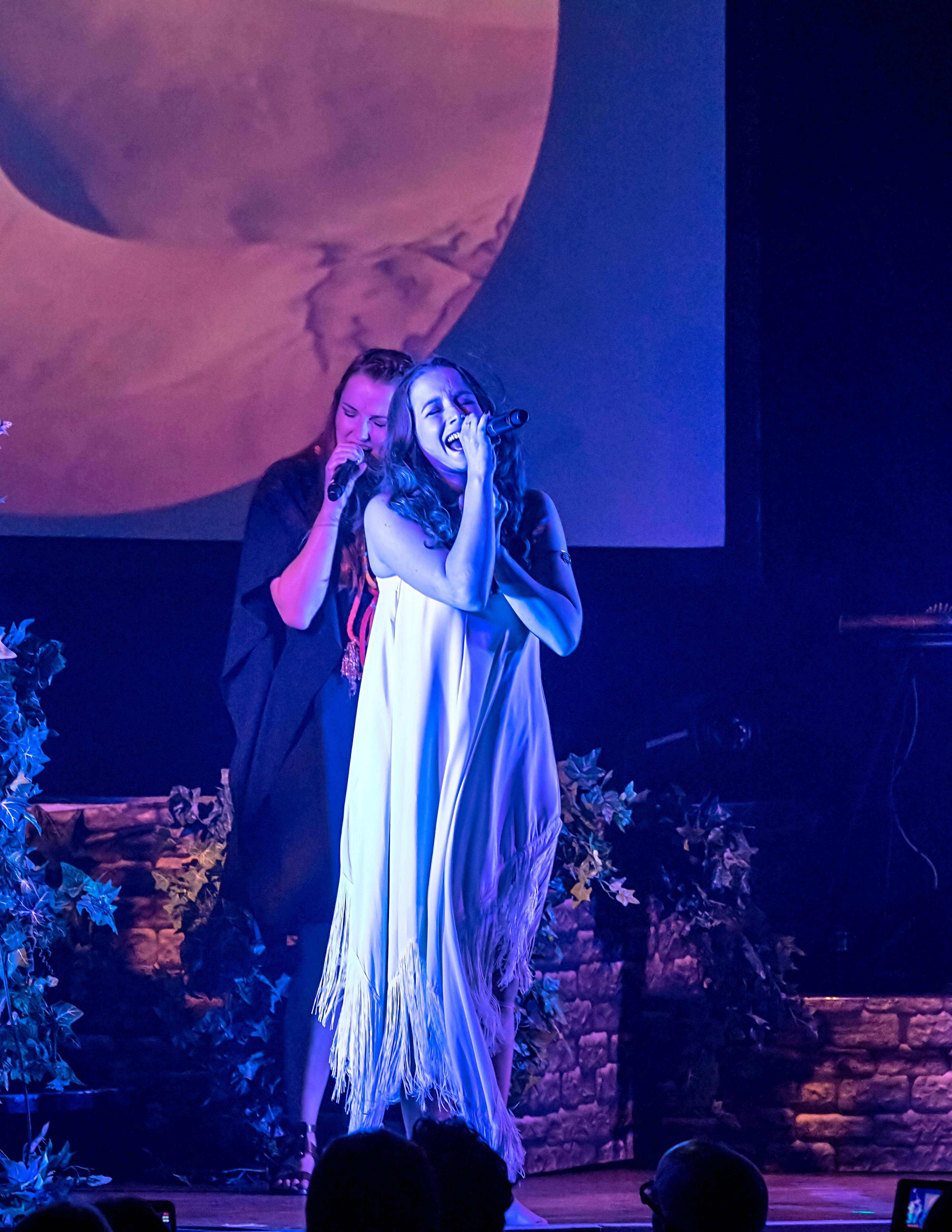
Från Oonagh Tour 2015 Freiburg.
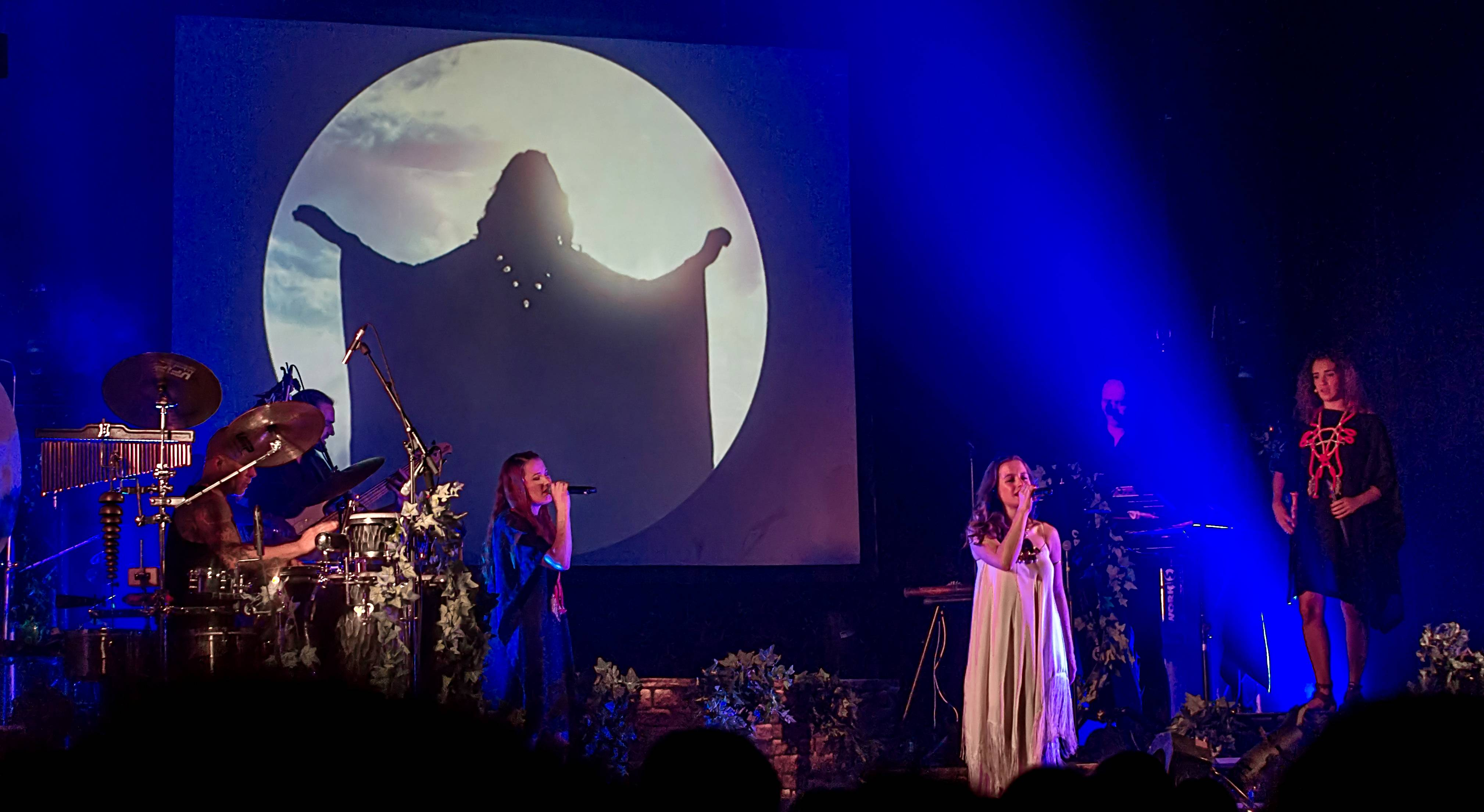
Från Oonagh Tour 2015 Freiburg.
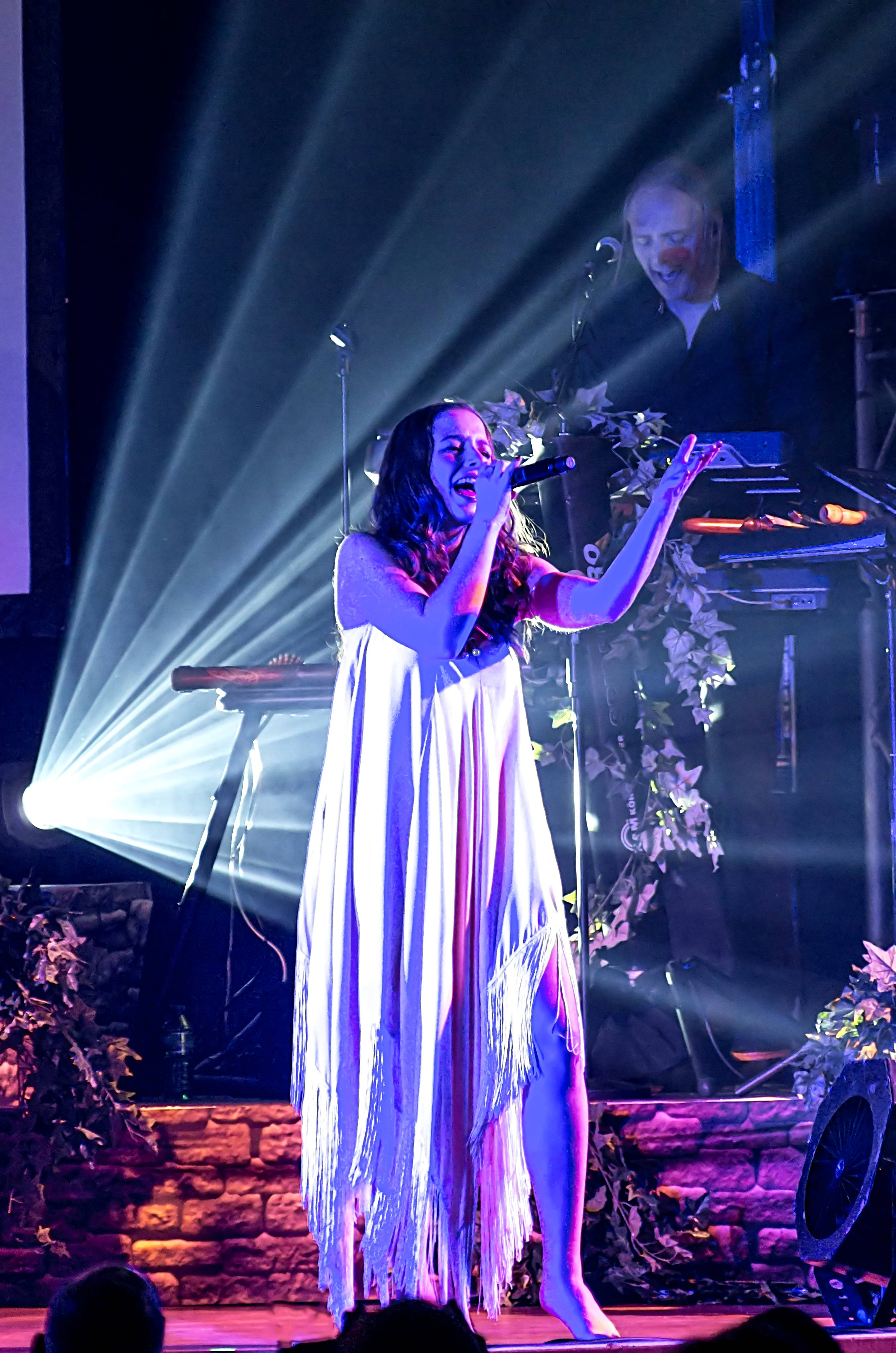
Från Oonagh Tour 2015 Freiburg.
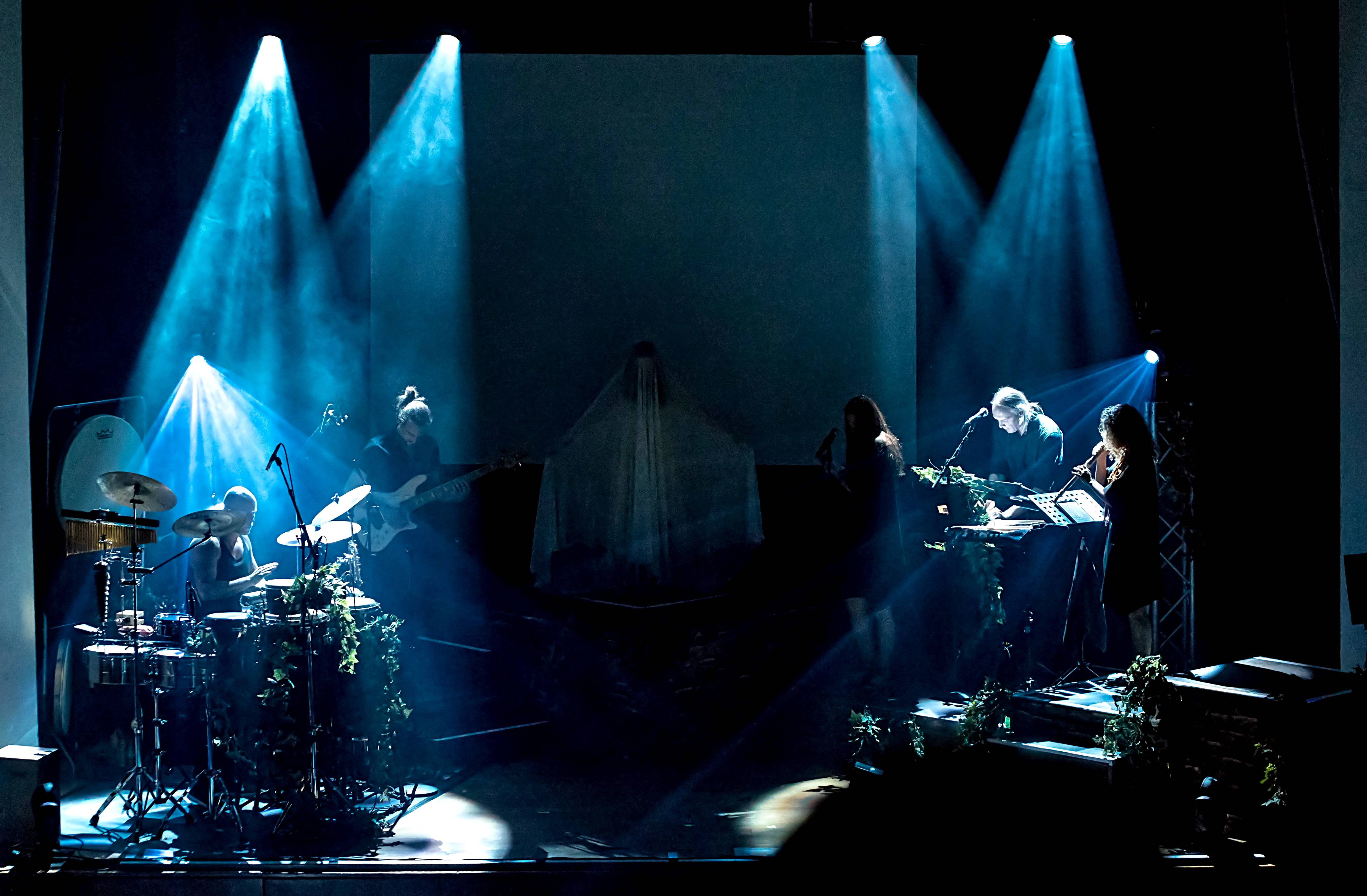
Från Oonagh Tour 2015 Freiburg.